# إسكلونية
إسقلُّونِيَة (الاسم العلمي: Escallonia)، جنس أشجار وشجيرات من فصيلة الإسكلونيات مهدها أمريكا الشمالبة وأمريكا الجنوبية. سُمي هذه الجنس على الرحال الإسباني إسكَلّون، من القرن الثامن عشر في أمريكا الجنوبية.